# Stranger of Paradise: Final Fantasy Origin
Stranger of Paradise: Final Fantasy Origin ist ein Action-Rollenspiel der Final-Fantasy-Reihe aus dem Jahr 2022, das von Koei Tecmo’s Team Ninja entwickelt und von Square Enix anlässlich des 35-jährigen Jubiläums der Reihe veröffentlicht wurde. Als Prequel zu Square Enix’ ursprünglichem Final Fantasy auf dem NES folgt die Handlung einer Reihe von Charakteren, die in eine Fantasiewelt gebracht werden, um sich dem bösartigen Chaos zu stellen.

## Spielprinzip
Stranger of Paradise: Final Fantasy Origin ist ein Action-Rollenspiel, in dem der Spieler in die Rolle des Protagonisten Jack schlüpft, Umgebungen erkundet und gegen Monster aus der Final-Fantasy-Serie kämpft. Die Kämpfe finden in Echtzeit statt, wobei Jack zwischen zwei zugewiesenen Jobs wechseln und physische und magische Angriffe einsetzen kann. Sobald die „Bruchanzeige“ eines Gegners erschöpft ist, kann Jack einen finalen Schlag ausführen, der den Gegner kristallisiert, so dass er ihn ernten und einen Teil seiner Magieanzeige wiederherstellen kann.

## Geschichte
Stranger of Paradise spielt in einer düsteren Fantasy-Interpretation des Schauplatzes des ursprünglichen Final-Fantasy-Spiels. Die Hauptfigur ist Jack, ein Mann, der von dem Wunsch besessen ist, das Chaos zu vernichten. Jack wird von anderen Gefährten begleitet, darunter die Neulinge Ash und Jed. Während der Reise treffen sie auf einen Ritter, der die Rolle des Chaos übernommen hat. Obwohl es scheint, dass sie die vorhergesagten Krieger des Lichts sind, hat jeder von ihnen Zweifel, ob das ihre Rolle ist.

## Entwicklung
Stranger of Paradise wird gemeinsam von Square Enix, dem Schöpfer des Franchises, und der Koei Tecmo-Abteilung Team Ninja entwickelt. Regie führen Daisuke Inoue von Square Enix sowie Hiroya Usuda und Nobumichi Kumabe von Team Ninja; Koproduzenten sind Jin Fujiwara von Square Enix und Fumihiko Yasuda von Team Ninja. Die Geschichte und das Szenario wurden von Kazushige Nojima, einem freiberuflichen Drehbuchautor von Stellavista Ltd. geschrieben. Der langjährige Square-Enix-Mitarbeiter Tetsuya Nomura entwarf das ursprüngliche Konzept und fungiert als Charakterdesigner und kreativer Produzent des Spiels. Die Musik wurde von Naoshi Mizuta komponiert, mit zusätzlichen Beiträgen von Hidenori Iwasaki und Ryo Yamazaki. Nomura entwickelte die ursprüngliche Idee für Origin, nachdem die Produktion von Dissidia 012 Final Fantasy abgeschlossen war und stellte sich ein actionorientiertes Spiel vor, in dem es um die Eroberung von Orten geht. Als er später nach einem neuen Final-Fantasy-Konzept gefragt wurde, kombinierte er dieses ursprüngliche Konzept mit einem anderen Konzept einer Spielserie, die sich auf den Final-Fantasy-Bösewicht Garland als wütenden älteren Protagonisten konzentrierte, um das endgültige Konzept zu erstellen. Aufgrund der veränderten Tonalität dachte Nomura ursprünglich, dass es sich um einen Origin-Titel handeln würde, aber Inoue und Fujiwara drängten darauf, ihn in das Franchise aufzunehmen.
Das Ziel hinter dem Titel war eine reife, „brutale“ Version der Final-Fantasy-Reihe, die sich vom Rest der Serie abheben sollte, ohne dabei die Verbindung zur Serie zu verlieren. Das Gameplay sollte den bekannten Stil der herausfordernden Action-Kämpfe von Team Ninja nachahmen; Team Ninja hatte zuvor mit Square Enix an Dissidia Final Fantasy NT gearbeitet. Das Job-System, ein wiederkehrendes Merkmal von Final Fantasy, wurde von dem System inspiriert, das für Final Fantasy V entwickelt wurde, wobei Inoue sagte, dass es in Stranger of Paradise mehr Jobs als in diesem Spiel gab. Das Spiel kombiniert das Jobsystem mit Souls-ähnlichen Gameplay-Elementen Die Leveldesigns ahmten absichtlich andere nummerierte Einträge nach oder verwiesen auf sie, wie z. B. ein bewaldetes Feuchtgebiet, das von der Sunleth-Wasserlandschaft aus Final Fantasy XIII inspiriert wurde.

## Rezeption
Stranger of Paradise: Final Fantasy Origin erhielt laut dem Review-Aggregator Metacritic „gemischte oder durchschnittliche“ Kritiken.
Destructoid mochte das Leveldesign, die Kämpfe und die Jobvielfalt und lobte vor allem den Ton, indem es schrieb: „Es ist nicht für jeden etwas, auch wenn der Name Final Fantasy die Leute anlocken mag. Es ist in erster Linie ein Team-Ninja-Actionspiel und in zweiter Linie eine kauzige Isekai-Geschichte ... es trägt seine Schwächen auf der Zunge.“ Game Informer bewertete das Spiel weniger positiv und kritisierte die Geschichte, das Leveldesign und den fehlenden Anreiz, sich mit den Gegnern auseinanderzusetzen, während es die Schauplätze, den Kampf, die Klassen und die Anpassungsmöglichkeiten lobte und zu folgendem Schluss kam: „Stranger of Paradise ist das bisher seltsamste Final-Fantasy-Spiel, das wild zwischen schrecklich und fantastisch schwankt. Wenn Sie Jack tolerieren können (und das ist eine große Herausforderung), ist der hervorragend gestaltete Kampf einen Blick wert.“ IGN bewertete das Spiel mit 8 von 10 Sternen und schrieb: „Die übermäßig komplexe Geschichte und die eindimensionalen NSCs zahlen sich erst in den letzten Stunden aus, aber die Freiheit, die sich in den herausfordernden Kämpfen und der umfangreichen Charakteranpassung bietet, ist von Anfang an lohnend... Es ist eine Liebeserklärung an das eigene Ausgangsmaterial, voller Referenzen und Hommagen an die Geschichte der Serie, die so gestaltet sind, dass Fans von Final Fantasy etwas zu genießen haben.“ VentureBeat gab dem Spiel vier von fünf Sternen und schlussfolgerte: „Trotz der hässlichen Grafik, der flachen Charaktere und des unsinnigen Skripts macht Stranger of Paradise Spaß.“ GameSpot und GamesRadar+ lobten das Gameplay, während sie die inkohärente Story, die Charaktere, das Leveldesign und die instabile Framerate als Negativpunkte anführten.